# ハーベイ山脈
ハーベイ山脈（ハーベイさんみゃく、英語: Hervey Range）は、オーストラリア、クイーンズランド州タウンズビルの北方 39キロメートル (24 mi)ほどに位置する山脈。タウンズビル一帯では最も標高が高い場所のひとつであり、ハーベイ・レンジ・ヘリテッジ・ティー・ルームズが立地している。最高峰はカタラクト山 (Mount Cataract) で、標高は709メートル (2,326 ft)である。
ソーントンズ・ギャップは、山脈中の史跡であり、かつてはこの山脈を越えて金鉱へと徒歩で向かう経路となっていた。
ハーベイ・レンジ・ヘリテッジ・ティー・ルームズを別にすると、山脈中には建物はほとんどなく、大規模な邸宅や商店などもないが、これは当地の大部分が保護されている湿地となっているためである。
また、山中には、かつての鉱石運搬用の鉄道であるグリーンベール鉄道の跡 (Greenvale Rail Trail) があり、山の斜面を登ってトンネルに至っている。この鉄道は、タウンズビルの北に位置するコバラ (Cobarra) から、グリーンベールのニッケル鉱山までをつなぎ、1974年に開通したが、鉱山の閉山とともに1993年に廃止された。この路線は、一連のトンネルを経てハーベイ山脈を越えていた。レールは撤去されて、セントラル・クイーンズランドの石炭運搬用の鉄道で再利用された。